# Clermont-Savès
 Clermont-Savès  là một xã thuộc tỉnh Gers trong vùng Occitanie tây nam nước Pháp. Xã này có độ cao 154-216 mét trên mực nước biển.